# Новая Полтава
Но́вая Полта́ва — хутор в Чертковском районе Ростовской области. 
Входит в состав Михайлово-Александровского сельского поселения.

## Население
| 2010 |
| ---- |
| 0    |

## Улицы
На хуторе имеется одна улица — Новая Полтава.